# Synonchus murmanicus
Synonchus murmanicus är en rundmaskart som beskrevs av Nikolai Nikolaievich Filipjev 1927. Synonchus murmanicus ingår i släktet Synonchus och familjen Leptosomatidae. Inga underarter finns listade i Catalogue of Life.